# Mexikó az 1992. évi nyári olimpiai játékokon
Mexikó a spanyolországi Barcelonában megrendezett 1992. évi nyári olimpiai játékok egyik részt vevő nemzete volt. Az országot az olimpián 18 sportágban 102 sportoló képviselte, akik összesen 1 érmet szereztek.

## Érmesek
| Érem  | Versenyző         | Sportág  | Versenyszám           |
| ----- | ----------------- | -------- | --------------------- |
| Ezüst | Carlos Mercenario | Atlétika | Férfi 50 km gyaloglás |

## Atlétika
Férfi
| Versenyző                                                        | Versenyszám     | Előfutam | Előfutam | Előfutam | Elődöntő | Elődöntő | Elődöntő | Döntő            | Döntő            |
| Versenyző                                                        | Versenyszám     | Idő      | Hely.    | Össz.    | Idő      | Hely.    | Össz.    | Idő              | Helyezés         |
| ---------------------------------------------------------------- | --------------- | -------- | -------- | -------- | -------- | -------- | -------- | ---------------- | ---------------- |
| Ignacio Fragoso                                                  | 5000 m          | 14:16,14 | 11.      | 42.      |          |          |          | kiesett          | kiesett          |
| Arturo Barrios                                                   | 10 000 m        | 28:28,26 | 6.       | 17.      |          |          |          | 28:17,79         | 5.               |
| Germán Silva                                                     | 10 000 m        | 28:13,72 | 2.       | 2.       |          |          |          | 28:20,19         | 6.               |
| Armando Quintanilla                                              | 10 000 m        | 28:23,76 | 10.      | 11.      |          |          |          | 28:48,05         | 16.              |
| Dionicio Cerón                                                   | Maraton         |          |          |          |          |          |          | nem ért célba    | nem ért célba    |
| Melchor García                                                   | Maraton         |          |          |          |          |          |          | nem állt rajthoz | nem állt rajthoz |
| Isidro Rico                                                      | Maraton         |          |          |          |          |          |          | 2:18:52          | 29.              |
| Ernesto Canto                                                    | 20 km gyaloglás |          |          |          |          |          |          | 1:33:51          | 29.              |
| Daniel García                                                    | 20 km gyaloglás |          |          |          |          |          |          | 1:25:35          | 7.               |
| Joel Sánchez                                                     | 20 km gyaloglás |          |          |          |          |          |          | 1:30:12          | 21.              |
| Carlos Mercenario                                                | 50 km gyaloglás |          |          |          |          |          |          | 3:52:09          |                  |
| Miguel Ángel Rodríguez                                           | 50 km gyaloglás |          |          |          |          |          |          | 3:58:26          | 8.               |
| Germán Sánchez Cruz                                              | 50 km gyaloglás |          |          |          |          |          |          | nem ért célba    | nem ért célba    |
| Genaro Rojas Eduardo Nava Raymundo Escalante Alejandro Cárdeñas  | 4 × 100 m váltó | 39,77    | 4.       | 9.       | kizárták | kizárták | kizárták | kiesett          | kiesett          |
| Raymundo Escalante Eduardo Nava Luis Toledo Juan Jesús Gutiérrez | 4 × 400 m váltó | 3:05,75  | 6.       | 15.      |          |          |          | kiesett          | kiesett          |

Női
| Versenyző              | Versenyszám     | Előfutam | Előfutam | Előfutam | Döntő         | Döntő         |
| Versenyző              | Versenyszám     | Idő      | Hely.    | Össz.    | Idő           | Helyezés      |
| ---------------------- | --------------- | -------- | -------- | -------- | ------------- | ------------- |
| María Luisa Servín     | 10 000 m        | 33:42,74 | 16.      | 32.      | kiesett       | kiesett       |
| Olga Avalos-Appell     | Maraton         |          |          |          | nem ért célba | nem ért célba |
| Maricela Chávez        | 10 km gyaloglás |          |          |          | 48:39         | 28.           |
| Eva Machuca            | 10 km gyaloglás |          |          |          | 50:02         | 30.           |
| María Graciela Mendoza | 10 km gyaloglás |          |          |          | kizárták      | kizárták      |

| Versenyző              | Versenyszám | Selejtező | Selejtező | Döntő    | Döntő    |
| Versenyző              | Versenyszám | Eredmény  | Helyezés  | Eredmény | Helyezés |
| ---------------------- | ----------- | --------- | --------- | -------- | -------- |
| Cristina Fink-Sisniega | Magasugrás  | 183 cm    | 36.       | kiesett  | kiesett  |

## Birkózás
Kötöttfogású
| Versenyző         | Versenyszám | Csoportkör                                                                       | Csoportkör | Helyosztók        | Helyosztók        | Helyosztók        | Bronz- mérkőzés   | Döntő             | Helyezés    |
| Versenyző         | Versenyszám | Csoportkör                                                                       | Csoportkör | 9. helyért        | 7. helyért        | 5. helyért        | Bronz- mérkőzés   | Döntő             | Helyezés    |
| Versenyző         | Versenyszám | Ellenfél Eredmény                                                                | Hely.      | Ellenfél Eredmény | Ellenfél Eredmény | Ellenfél Eredmény | Ellenfél Eredmény | Ellenfél Eredmény | Helyezés    |
| ----------------- | ----------- | -------------------------------------------------------------------------------- | ---------- | ----------------- | ----------------- | ----------------- | ----------------- | ----------------- | ----------- |
| Armando Fernández | 57 kg       | B csoport · Ergüder Bekişdamat (TUR) · 0-7 · Abderrahman Naanaa (MAR) · 1-4      | 7.         | kiesett           | kiesett           | kiesett           | kiesett           | kiesett           | helyezetlen |
| Guillermo Díaz    | 130 kg      | A csoport · Milan Radaković (IOP) · 0-7 (kétvállas) · Ioan Grigoraş (ROU) · 0-16 | 7.         | kiesett           | kiesett           | kiesett           | kiesett           | kiesett           | helyezetlen |

## Cselgáncs
Férfi
| Versenyző               | Versenyszám | Selejtező                      | 32-es főtábla     | Nyolcaddöntő      | Negyeddöntő       | Elődöntő          | Vigaszág első kör | Vigaszág nyolcaddöntő | Vigaszág negyeddöntő | Vigaszág elődöntő | Bronz- mérkőzés   | Döntő             | Helyezés |
| Versenyző               | Versenyszám | Ellenfél Eredmény              | Ellenfél Eredmény | Ellenfél Eredmény | Ellenfél Eredmény | Ellenfél Eredmény | Ellenfél Eredmény | Ellenfél Eredmény     | Ellenfél Eredmény    | Ellenfél Eredmény | Ellenfél Eredmény | Ellenfél Eredmény | Helyezés |
| ----------------------- | ----------- | ------------------------------ | ----------------- | ----------------- | ----------------- | ----------------- | ----------------- | --------------------- | -------------------- | ----------------- | ----------------- | ----------------- | -------- |
| Mario González Aguilera | Könnyűsúly  | Josef Věnsek (TCH) · 0000-0010 | kiesett           | kiesett           | kiesett           | kiesett           |                   |                       |                      |                   |                   |                   | 34.      |

## Evezés
Férfi
| Versenyző                            | Versenyszám  | Előfutam | Előfutam | Vigaszág | Vigaszág | Elődöntő | Elődöntő | Elődöntő | Döntő | Döntő   | Döntő | Helyezés |
| Versenyző                            | Versenyszám  | Idő      | Hely.    | Idő      | Hely.    | Típus    | Idő      | Hely.    | Típus | Idő     | Hely. | Helyezés |
| ------------------------------------ | ------------ | -------- | -------- | -------- | -------- | -------- | -------- | -------- | ----- | ------- | ----- | -------- |
| Joaquín Gómez                        | Egypárevezős | 7:08,77  | 4.       | 7:02,84  | 2.       | A/B      | 7:26,84  | 6.       | B     | 6:57,13 | 1.    | 7.       |
| Eduardo Arrillaga Luis Miguel García | Kétpárevezős | 6:55,93  | 5.       | 6:48,86  | 3.       | C/D      | 6:45,65  | 2.       | C     | 6:36,00 | 3.    | 15.      |

Női
| Versenyző                   | Versenyszám  | Előfutam | Előfutam | Vigaszág | Vigaszág | Elődöntő | Elődöntő | Elődöntő | Döntő | Döntő   | Döntő | Helyezés |
| Versenyző                   | Versenyszám  | Idő      | Hely.    | Idő      | Hely.    | Típus    | Idő      | Hely.    | Típus | Idő     | Hely. | Helyezés |
| --------------------------- | ------------ | -------- | -------- | -------- | -------- | -------- | -------- | -------- | ----- | ------- | ----- | -------- |
| Martha García María Montoya | Kétpárevezős | 7:47,64  | 5.       | 7:29,27  | 3.       | A/B      | 7:42,37  | 6.       | B     | 7:19,10 | 6.    | 12.      |

## Íjászat
Férfi
| Versenyző                                  | Versenyszám | Selejtező | Selejtező | Selejtező | Selejtező | Selejtező | Selejtező | Selejtező | Selejtező | Selejtező | Selejtező | Kieséses szakasz                 | Kieséses szakasz  | Kieséses szakasz  | Kieséses szakasz  | Kieséses szakasz  | Helyezés |
| Versenyző                                  | Versenyszám | 30 m      | 30 m      | 50 m      | 50 m      | 70 m      | 70 m      | 90 m      | 90 m      | Pont      | Hely.     | 32-es főtábla                    | Nyolcaddöntő      | Negyeddöntő       | Elődöntő          | Döntő             | Helyezés |
| Versenyző                                  | Versenyszám | Pont      | Hely.     | Pont      | Hely.     | Pont      | Hely.     | Pont      | Hely.     | Pont      | Hely.     | Ellenfél Eredmény                | Ellenfél Eredmény | Ellenfél Eredmény | Ellenfél Eredmény | Ellenfél Eredmény | Helyezés |
| ------------------------------------------ | ----------- | --------- | --------- | --------- | --------- | --------- | --------- | --------- | --------- | --------- | --------- | -------------------------------- | ----------------- | ----------------- | ----------------- | ----------------- | -------- |
| Andrés Anchondo                            | Egyéni      | 350       | 13.       | 327       | 7.        | 322       | 25.       | 303       | 12.       | 1302      | 13.       | Simon Terry (GBR) (20.) · 94-105 | kiesett           | kiesett           | kiesett           | kiesett           | 31.      |
| Omar Bustani                               | Egyéni      | 333       | 66.       | 300       | 65.       | 306       | 65.       | 253       | 69.       | 1192      | 67.       | kiesett                          | kiesett           | kiesett           | kiesett           | kiesett           | 67.      |
| Ricardo Rojas                              | Egyéni      | 345       | 32.       | 315       | 42.       | 320       | 30.       | 281       | 45.       | 1261      | 37.       | kiesett                          | kiesett           | kiesett           | kiesett           | kiesett           | 37.      |
| Andrés Anchondo Omar Bustani Ricardo Rojas | Csapat      | 1028      | 13.       | 942       | 12.       | 948       | 14.       | 837       | 18.       | 3755      | 17.       |                                  | kiesett           | kiesett           | kiesett           | kiesett           | 17.      |

Női
| Versenyző     | Versenyszám | Selejtező | Selejtező | Selejtező | Selejtező | Selejtező | Selejtező | Selejtező | Selejtező | Selejtező | Selejtező | Kieséses szakasz  | Kieséses szakasz  | Kieséses szakasz  | Kieséses szakasz  | Kieséses szakasz  | Helyezés |
| Versenyző     | Versenyszám | 30 m      | 30 m      | 50 m      | 50 m      | 60 m      | 60 m      | 70 m      | 70 m      | Pont      | Hely.     | 32-es főtábla     | Nyolcaddöntő      | Negyeddöntő       | Elődöntő          | Döntő             | Helyezés |
| Versenyző     | Versenyszám | Pont      | Hely.     | Pont      | Hely.     | Pont      | Hely.     | Pont      | Hely.     | Pont      | Hely.     | Ellenfél Eredmény | Ellenfél Eredmény | Ellenfél Eredmény | Ellenfél Eredmény | Ellenfél Eredmény | Helyezés |
| ------------- | ----------- | --------- | --------- | --------- | --------- | --------- | --------- | --------- | --------- | --------- | --------- | ----------------- | ----------------- | ----------------- | ----------------- | ----------------- | -------- |
| Aurora Bréton | Egyéni      | 329       | 53.       | 293       | 51.       | 310       | 46.       | 298       | 33.       | 1230      | 45.       | kiesett           | kiesett           | kiesett           | kiesett           | kiesett           | 45.      |

## Kajak-kenu

### Síkvízi
Férfi
| Versenyző                             | Versenyszám        | Előfutam | Előfutam | Előfutam | Vigaszág | Vigaszág | Vigaszág | Elődöntő | Elődöntő | Elődöntő | Döntő   | Döntő    |
| Versenyző                             | Versenyszám        | Idő      | Hely.    | Össz.    | Idő      | Hely.    | Össz.    | Idő      | Hely.    | Össz.    | Idő     | Helyezés |
| ------------------------------------- | ------------------ | -------- | -------- | -------- | -------- | -------- | -------- | -------- | -------- | -------- | ------- | -------- |
| Roberto Heinze Flamand                | Kajak egyes 500 m  | 1:51,08  | 6.       | 25.      | 1:47,76  | 6.       | 16.      | kiesett  | kiesett  | kiesett  | kiesett | kiesett  |
| José Martínez                         | Kenu egyes 1000 m  | 4:18,70  | 6.       | 17.      | 4:06,73  | 4.       | 9.       | 4:07,78  | 6.       | 7.       | kiesett | kiesett  |
| José Martínez José Ramón Ferrer       | Kenu kettes 500 m  | 1:55,50  | 7.       | 14.      |          |          |          | 1:46,55  | 4.       | 9.       | kiesett | kiesett  |
| José Antonio Romero José Ramón Ferrer | Kenu kettes 1000 m | 3:41,10  | 6.       | 11.      |          |          |          | 3:44,13  | 4.       | 5.       | kiesett | kiesett  |

## Kerékpározás

### Pálya-kerékpározás
Üldözőversenyek
| Versenyző                                               | Versenyszám                | Selejtező | Selejtező | Negyeddöntő  | Negyeddöntő | Negyeddöntő | Elődöntő     | Elődöntő  | Elődöntő | Döntő        | Döntő     | Helyezés |
| Versenyző                                               | Versenyszám                | Idő       | Hely.     | Ellenfél Idő | Saját idő   | Hely.       | Ellenfél Idő | Saját idő | Hely.    | Ellenfél Idő | Saját idő | Helyezés |
| ------------------------------------------------------- | -------------------------- | --------- | --------- | ------------ | ----------- | ----------- | ------------ | --------- | -------- | ------------ | --------- | -------- |
| Arturo García César Muciño Jesús Vázquez Marco Zaragoza | Férfi csapat üldözőverseny | 4:32,834  | 16.       | kiesett      | kiesett     | kiesett     | kiesett      | kiesett   | kiesett  | kiesett      | kiesett   | 16.      |

Időfutam
| Versenyző    | Versenyszám           | Idő      | Helyezés |
| ------------ | --------------------- | -------- | -------- |
| César Muciño | Férfi egyéni időfutam | 1:06,984 | 18.      |

Pontversenyek
| Versenyző       | Versenyszám       | Selejtező | Selejtező | Selejtező | Selejtező | Döntő     | Döntő | Helyezés |
| Versenyző       | Versenyszám       | Csoport   | lekörözés | Pont      | Hely.     | lekörözés | Pont  | Helyezés |
| --------------- | ----------------- | --------- | --------- | --------- | --------- | --------- | ----- | -------- |
| José Youshimatz | Férfi pontverseny | A         | 1         | 28        | 4.        | -         | 11    | 14.      |

## Labdarúgás
| Mexikói férfi labdarúgócsapat-játékoskeret                                                                                                  | Mexikói férfi labdarúgócsapat-játékoskeret |
| --- | --- |
| - Mario Arteaga - Damian Álvarez - Ricardo Cadena - Jorge Castañeda - Silviano Delgado - Joaquín Hernández - José Guadarrama - Carlos López | - Alberto Macías - José Agustín Morales - Pedro Piñeda - David Rangel - Camilo Romero - Francisco Rotllán - Ignacio Vázquez - Manuel Vidrio - Szövetségi kapitány: Vicente Rodriguez |

### Eredmények
Csoportkör
D csoport
| Csapat           | M | Gy | D | V | Rg | Kg | Gk | P |
| ---------------- | - | -- | - | - | -- | -- | -- | - |
| Ghána (GHA)      | 3 | 1  | 2 | 0 | 4  | 2  | +2 | 4 |
| Ausztrália (AUS) | 3 | 1  | 1 | 1 | 5  | 4  | +1 | 3 |
| Mexikó (MEX)     | 3 | 0  | 3 | 0 | 3  | 3  | 0  | 3 |
| Dánia (DEN)      | 3 | 0  | 2 | 1 | 1  | 4  | –3 | 2 |

| 1992. július 26. 19:00 |

| Dánia (DEN) | 1–1               | Mexikó (MEX)           |
| ----------- | ----------------- | ---------------------- |
| Thomsen 85' | (0–1) Jegyzőkönyv | Rotllán 39' (11-esből) |

| Estadio La Romareda, Zaragoza Nézőszám: 8 000 Játékvezető: Baldas (olasz) |

| 1992. július 28. 21:00 |

| Mexikó (MEX)  | 1–1               | Ausztrália (AUS) |
| ------------- | ----------------- | ---------------- |
| Castañeda 63' | (0–1) Jegyzőkönyv | Arambasic 20'    |

| Estadi de Sarrià, Barcelona Nézőszám: 10 000 Játékvezető: Tacsi (japán) |

| 1992. július 30. 19:00 |

| Mexikó (MEX) | 1–1               | Ghána (GHA)        |
| ------------ | ----------------- | ------------------ |
| Rotllán 30'  | (1–0) Jegyzőkönyv | Ayew 79' Adjei 67′ |

| Estadio Nova Creu Alta, Sabadell Nézőszám: 6 000 Játékvezető: Torres Cadena (kolumbiai) |

| Csapat       | Helyezés |
| ------------ | -------- |
| Mexikó (MEX) | 10.      |

## Lovaglás
Díjugratás
| Versenyző                                                       | Ló                               | Versenyszám | Selejtező | Selejtező | Selejtező | Selejtező | Selejtező | Selejtező    | Selejtező  | Selejtező  | Döntő   | Döntő   | Döntő   | Döntő   | Végeredmény | Végeredmény |
| Versenyző                                                       | Ló                               | Versenyszám | 1. kör    | 1. kör    | 2. kör    | 2. kör    | 2. kör    | 3. kör       | Összesítés | Összesítés | 1. kör  | 1. kör  | 2. kör  | 2. kör  | Végeredmény | Végeredmény |
| Versenyző                                                       | Ló                               | Versenyszám | Pont      | Hely.     | Pont      | Össz.     | Hely.     | Pont         | Pont       | Hely.      | Bünt.   | Hely.   | Bünt.   | Hely.   | Pont/Bünt   | Helyezés    |
| --------------------------------------------------------------- | -------------------------------- | ----------- | --------- | --------- | --------- | --------- | --------- | ------------ | ---------- | ---------- | ------- | ------- | ------- | ------- | ----------- | ----------- |
| Jaime Azcárraga                                                 | Chin Chin                        | Egyéni      | 42,00     | 43.       | 29,00     | 71,00     | 54.       | 52,50        | 123,50     | 52.        | kiesett | kiesett | kiesett | kiesett | 123,50      | 52.         |
| Jaime Guerra                                                    | Consul                           | Egyéni      | 51,00     | 37.       | 56,00     | 107,00    | 33.       | 59,50        | 166,50     | 22.        | 12,00   | 26.     | kiesett | kiesett | 12,00       | 27.         |
| José Maurer                                                     | America                          | Egyéni      | 0,00      | 81.       | 0,00      | 0,00      | 83.       | visszalépett | 0,00       | 83.        | kiesett | kiesett | kiesett | kiesett | 0,00        | 83.*        |
| Alberto Valdés Lacarra                                          | Pilatus                          | Egyéni      | 17,00     | 71.       | 42,00     | 59,00     | 60.       | 55,00        | 114,00     | 55.        | kiesett | kiesett | kiesett | kiesett | 114,00      | 55.         |
| Jaime Azcárraga Jaime Guerra José Maurer Alberto Valdés Lacarra | Chin Chin Consul America Pilatus | Csapat      |           |           |           |           |           |              |            |            | 47,25   | 17.     | 34,50   | 15.     | 81,75       | 17.         |

Lovastusa
| Versenyző       | Ló         | Versenyszám | Díjlovaglás | Díjlovaglás | Tereplovaglás | Tereplovaglás | Tereplovaglás | Díjugratás | Díjugratás | Végeredmény | Végeredmény |
| Versenyző       | Ló         | Versenyszám | Bünt.       | Hely.       | Bünt.         | Hely.         | Össz.         | Bünt.      | Hely.      | Bünt.       | Helyezés    |
| --------------- | ---------- | ----------- | ----------- | ----------- | ------------- | ------------- | ------------- | ---------- | ---------- | ----------- | ----------- |
| Antonio Alfaro  | Paisana    | Egyéni      | 83,40       | 74.         | kizárták      | kizárták      | kiesett       | kiesett    | kiesett    | kiesett     | kiesett     |
| Jaime Velásquez | Mary Lucas | Egyéni      | 67,20       | 50.         | 207,20        | 60.           | 60.           | 5,00       | 9.         | 279,40      | 59.         |

* - négy másik versenyzővel azonos eredményt ért el

## Műugrás
Férfi
| Versenyző       | Versenyszám        | Elődöntő | Elődöntő | Döntő   | Döntő    |
| Versenyző       | Versenyszám        | Pont     | Helyezés | Pont    | Helyezés |
| --------------- | ------------------ | -------- | -------- | ------- | -------- |
| Jorge Mondragón | Egyéni műugrás     | 384,45   | 5.       | 604,14  | 6.       |
| Fernando Platas | Egyéni műugrás     | 355,47   | 17.      | kiesett | kiesett  |
| Alberto Acosta  | Egyéni toronyugrás | 398,55   | 5.       | 482,28  | 11.      |
| Jesús Mena      | Egyéni toronyugrás | 370,47   | 15.      | kiesett | kiesett  |

Női
| Versenyző             | Versenyszám        | Elődöntő | Elődöntő | Döntő   | Döntő    |
| Versenyző             | Versenyszám        | Pont     | Helyezés | Pont    | Helyezés |
| --------------------- | ------------------ | -------- | -------- | ------- | -------- |
| Ana Ayala             | Egyéni műugrás     | 249,03   | 25.      | kiesett | kiesett  |
| María Elena Romero    | Egyéni műugrás     | 269,34   | 16.      | kiesett | kiesett  |
| Macarena Alexanderson | Egyéni toronyugrás | 286,59   | 13.      | kiesett | kiesett  |
| María José Alcalá     | Egyéni toronyugrás | 309,39   | 4.       | 394,35  | 6.       |

## Ökölvívás
| Versenyző        | Versenyszám  | Selejtező                      | Nyolcaddöntő               | Negyeddöntő       | Elődöntő          | Döntő             | Helyezés |
| Versenyző        | Versenyszám  | Ellenfél Eredmény              | Ellenfél Eredmény          | Ellenfél Eredmény | Ellenfél Eredmény | Ellenfél Eredmény | Helyezés |
| ---------------- | ------------ | ------------------------------ | -------------------------- | ----------------- | ----------------- | ----------------- | -------- |
| Narciso González | Légsúly      | Benjamin Mwangata (TAN) · RSC  | kiesett                    | kiesett           | kiesett           | kiesett           | 17.      |
| Javier Calderón  | Harmatsúly   | Benjamin Ngaruiya (KEN) · 16-4 | Remigio Molina (ARG) · 4-5 | kiesett           | kiesett           | kiesett           | 9.       |
| Edgar Ruiz       | Kisváltósúly | Leonard Doroftei (ROU) · 4-24  | kiesett                    | kiesett           | kiesett           | kiesett           | 17.      |
| Manuel Verde     | Félnehézsúly | Patrice Aouissi (FRA) · RSC    | kiesett                    | kiesett           | kiesett           | kiesett           | 17.      |

RSC - a játékvezető megállította a mérkőzést

## Öttusa
| Versenyző                                  | Versenyszám | Vívás    | Vívás | Vívás    | Úszás  | Úszás | Úszás | Lövészet | Lövészet | Lövészet | Futás   | Futás | Futás | Lovaglás | Lovaglás | Lovaglás | Összesen    | Összesen |
| Versenyző                                  | Versenyszám | Pontszám | Pont  | Hely.    | Idő    | Pont  | Hely. | Eredmény | Pont     | Hely.    | Idő     | Pont  | Hely. | Idő      | Pont     | Hely.    | Összes pont | Helyezés |
| ------------------------------------------ | ----------- | -------- | ----- | -------- | ------ | ----- | ----- | -------- | -------- | -------- | ------- | ----- | ----- | -------- | -------- | -------- | ----------- | -------- |
| Alberto Félix                              | Egyéni      | 37-28    | 847   | 14.***   | 3:37,9 | 1132  | 60.   | 149      | 505      | 66.      | 13:26,7 | 1147  | 22.   | 1:42,3   | 1070     | 9.       | 4701        | 54.      |
| Iván Ortega                                | Egyéni      | 34-31    | 796   | 28.***** | 3:22,8 | 1252  | 24.   | 189      | 1105     | 12.****  | 13:05,5 | 1210  | 10.   | 2:00,9   | 814      | 49.      | 5177        | 24.      |
| Alejandro Yrizar                           | Egyéni      | 41-24    | 915   | 6.       | 3:22,1 | 1256  | 19.*  | 187      | 1075     | 21.**    | 14:05,0 | 1030  | 46.*  | 1:52,7   | 780      | 53.      | 5056        | 35.      |
| Alberto Félix Iván Ortega Alejandro Yrizar | Csapat      |          | 2558  | 3.       |        | 3640  | 13.*  |          | 2685     | 17.      |         | 3387  | 7.    |          | 2664     | 12.      | 14934       | 10.      |

* - egy másik versenyzővel/csapattal azonos időt/eredményt ért el

** - két másik versenyzővel azonos eredményt ért el

*** - három másik csapattal azonos eredményt ért el

**** - négy másik versenyzővel azonos eredményt ért el

***** - nyolc másik versenyzővel azonos eredményt ért el

## Sportlövészet
Nyílt
| Versenyző   | Versenyszám | Selejtező | Selejtező | Elődöntő | Elődöntő | Döntő   | Döntő    |
| Versenyző   | Versenyszám | Pont      | Helyezés  | Pont     | Helyezés | Pont    | Helyezés |
| ----------- | ----------- | --------- | --------- | -------- | -------- | ------- | -------- |
| César Ortíz | Trap        | 130       | 51.       | kiesett  | kiesett  | kiesett | kiesett  |

## Szinkronúszás
| Versenyző                      | Versenyszám | Selejtező           | Selejtező           | Selejtező       | Selejtező  | Selejtező  | Döntő           | Döntő      | Helyezés |
| Versenyző                      | Versenyszám | Technikai gyakorlat | Technikai gyakorlat | Zenés gyakorlat | Összesítés | Összesítés | Zenés gyakorlat | Összesítés | Helyezés |
| Versenyző                      | Versenyszám | Pont                | Hely.               | Pont            | Pont       | Hely.      | Pont            | Pont       | Helyezés |
| ------------------------------ | ----------- | ------------------- | ------------------- | --------------- | ---------- | ---------- | --------------- | ---------- | -------- |
| Sonia Cárdeñas                 | Egyéni      | 84,976              | 21.                 | 93,360          | 178,336    | 11.        | kiesett         | kiesett    | 11.      |
| Elizabeth Cervantes            | Egyéni      | 84,538              | 26.                 | kiesett         | kiesett    | kiesett    | kiesett         | kiesett    | kiesett  |
| Lourdes Olivera                | Egyéni      | 82,686              | 37.                 | kiesett         | kiesett    | kiesett    | kiesett         | kiesett    | kiesett  |
| Sonia Cárdeñas Lourdes Olivera | Páros       | 83,831              | 10.                 | 93,280          | 177,111    | 9.         | kiesett         | kiesett    | 9.       |

## Tenisz
Férfi
| Versenyző                         | Versenyszám | 64-es főtábla                           | 32-es főtábla                                                        | Nyolcaddöntő                              | Negyeddöntő                             | Elődöntő          | Döntő             | Helyezés |
| Versenyző                         | Versenyszám | Ellenfél Eredmény                       | Ellenfél Eredmény                                                    | Ellenfél Eredmény                         | Ellenfél Eredmény                       | Ellenfél Eredmény | Ellenfél Eredmény | Helyezés |
| --------------------------------- | ----------- | --------------------------------------- | -------------------------------------------------------------------- | ----------------------------------------- | --------------------------------------- | ----------------- | ----------------- | -------- |
| Leonardo Lavalle                  | Egyes       | Jan Siemerink (NED) · 6-4, 6-4, 6-2     | Henri Leconte (FRA) · 6-4, 3-6, 4-6, 6-3, 10-8                       | Carl-Uwe Steeb (GER) · 6-4, 3-6, 6-3, 6-2 | Jordi Arrese (ESP) · 1-6, 6-7(6–8), 1-6 | kiesett           | kiesett           | 5.       |
| Francisco Maciel                  | Egyes       | Jakob Hlasek (SUI) · 3-6, 4-6, 6-4, 2-6 | kiesett                                                              | kiesett                                   | kiesett                                 | kiesett           | kiesett           | 33.      |
| Leonardo Lavalle Francisco Maciel | Páros       |                                         | Írország (IRL) · Owen Casey · Eoin Collins · 6-7(5–7), 4-6, feladták | kiesett                                   | kiesett                                 | kiesett           | kiesett           | 17.      |

Női
| Versenyző                            | Versenyszám | 64-es főtábla                       | 32-es főtábla                                                        | Nyolcaddöntő                                    | Negyeddöntő       | Elődöntő          | Döntő             | Helyezés |
| Versenyző                            | Versenyszám | Ellenfél Eredmény                   | Ellenfél Eredmény                                                    | Ellenfél Eredmény                               | Ellenfél Eredmény | Ellenfél Eredmény | Ellenfél Eredmény | Helyezés |
| ------------------------------------ | ----------- | ----------------------------------- | -------------------------------------------------------------------- | ----------------------------------------------- | ----------------- | ----------------- | ----------------- | -------- |
| Angélica Gavaldón                    | Egyes       | Catarina Lindqvist (SWE) · 6-4, 6-3 | Helena Suková (TCH) · 4-6, 6-4, 5-3 feladta                          | Manuela Maleeva-Fragnière (SUI) · 0-6, 3-6, 1-6 | kiesett           | kiesett           | kiesett           | 9.       |
| Guadeloupe Novello                   | Egyes       | Steffi Graf (GER) · 1-6, 1-6        | kiesett                                                              | kiesett                                         | kiesett           | kiesett           | kiesett           | 33.      |
| Angélica Gavaldón Guadeloupe Novello | Páros       |                                     | Ausztrália (AUS) · Nicole Bradtke · Rachel McQuillan · 7-5, 3-6, 1-6 | kiesett                                         | kiesett           | kiesett           | kiesett           | 17.      |

## Torna
Férfi
| Versenyző  | Versenyszám      | Selejtező | Selejtező | Döntő    | Döntő    |
| Versenyző  | Versenyszám      | Pontszám  | Helyezés  | Pontszám | Helyezés |
| ---------- | ---------------- | --------- | --------- | -------- | -------- |
| Luis López | Talaj            | 18,350    | 83.       | kiesett  | kiesett  |
| Luis López | Ugrás            | 18,925    | 42.       | kiesett  | kiesett  |
| Luis López | Korlát           | 18,600    | 73.       | kiesett  | kiesett  |
| Luis López | Nyújtó           | 19,075    | 43.       | kiesett  | kiesett  |
| Luis López | Gyűrű            | 19,050    | 40.       | kiesett  | kiesett  |
| Luis López | Lólengés         | 18,925    | 38.       | kiesett  | kiesett  |
| Luis López | Egyéni összetett | 112,925   | 57.*      | kiesett  | kiesett  |

Női
| Versenyző     | Versenyszám      | Selejtező | Selejtező | Döntő    | Döntő    |
| Versenyző     | Versenyszám      | Pontszám  | Helyezés  | Pontszám | Helyezés |
| ------------- | ---------------- | --------- | --------- | -------- | -------- |
| Denisse López | Talaj            | 19,025    | 72.       | kiesett  | kiesett  |
| Denisse López | Ugrás            | 19,475    | 50.       | kiesett  | kiesett  |
| Denisse López | Felemás korlát   | 19,075    | 66.       | kiesett  | kiesett  |
| Denisse López | Gerenda          | 18,112    | 87.       | kiesett  | kiesett  |
| Denisse López | Egyéni összetett | 75,687    | 80.       | kiesett  | kiesett  |

* - két másik versenyzővel azonos eredményt ért el

## Úszás
Férfi
| Versenyző        | Versenyszám  | Előfutam | Előfutam | Előfutam | Döntő   | Döntő   | Döntő   | Helyezés |
| Versenyző        | Versenyszám  | Idő      | Hely.    | Össz.    | Típus   | Idő     | Hely.   | Helyezés |
| ---------------- | ------------ | -------- | -------- | -------- | ------- | ------- | ------- | -------- |
| Rodrigo González | 50 m gyors   | 23,52    | 4.       | 27.      | kiesett | kiesett | kiesett | kiesett  |
| Rodrigo González | 100 m gyors  | 51,04    | 2.       | 22.      | kiesett | kiesett | kiesett | kiesett  |
| Rodrigo González | 200 m vegyes | kizárták | kizárták | kizárták | kiesett | kiesett | kiesett | kiesett  |
| Javier Careaga   | 100 m mell   | 1:03,45  | 3.       | 20.      | kiesett | kiesett | kiesett | kiesett  |
| Javier Careaga   | 200 m mell   | 2:15,59  | 5.       | 12.      | B       | 2:16,55 | 7.      | 15.      |

Női
| Versenyző                                                       | Versenyszám            | Előfutam | Előfutam | Előfutam | Döntő   | Döntő   | Döntő   | Helyezés |
| Versenyző                                                       | Versenyszám            | Idő      | Hely.    | Össz.    | Típus   | Idő     | Hely.   | Helyezés |
| --------------------------------------------------------------- | ---------------------- | -------- | -------- | -------- | ------- | ------- | ------- | -------- |
| Erika González                                                  | 400 m gyors            | 4:32,06  | 3.       | 29.      | kiesett | kiesett | kiesett | kiesett  |
| Erika González                                                  | 800 m gyors            | 9:17,18  | 8.       | 25.      | kiesett | kiesett | kiesett | kiesett  |
| Laura Sánchez Rodríguez                                         | 800 m gyors            | 9:10,31  | 7.       | 21.      | kiesett | kiesett | kiesett | kiesett  |
| Laura Sánchez Rodríguez                                         | 400 m gyors            | 4:23,87  | 8.       | 23.      | kiesett | kiesett | kiesett | kiesett  |
| Gabriela Gaja                                                   | 100 m pillangó         | 1:04,84  | 6.       | 40.      | kiesett | kiesett | kiesett | kiesett  |
| Heike Koerner Ana Mendoza Gabriela Gaja Laura Sánchez Rodríguez | 4 × 100 m vegyes váltó | 4:26,73  | 6.       | 17.      | kiesett | kiesett | kiesett | kiesett  |

## Vitorlázás
Férfi
| Versenyző         | Versenyszám | Futam | Futam | Futam | Futam | Futam  | Futam | Futam | Pontszám | Helyezés |
| Versenyző         | Versenyszám | 1     | 2     | 3     | 4     | 5      | 6     | 7     | Pontszám | Helyezés |
| ----------------- | ----------- | ----- | ----- | ----- | ----- | ------ | ----- | ----- | -------- | -------- |
| Eric Mergenthaler | Finn dingi  | 14,0  | 26,0  | 16,0  | 18,0  | (29,0) | 19,0  | 21,0  | 114,0    | 19.      |

Női
| Versenyző                       | Versenyszám    | Futam | Futam | Futam | Futam  | Futam | Futam | Futam | Pontszám | Helyezés |
| Versenyző                       | Versenyszám    | 1     | 2     | 3     | 4      | 5     | 6     | 7     | Pontszám | Helyezés |
| ------------------------------- | -------------- | ----- | ----- | ----- | ------ | ----- | ----- | ----- | -------- | -------- |
| Karla Gutiérrez Margarita Pasos | 470-es osztály | 15,0  | 22,0  | 22,0  | (23,0) | 23,0  | 22,0  | 22,0  | 126,0    | 17.      |